# Toni Garrido Coronado
Toni Garrido Coronado (Felanitx, Mallorca, 18 de maig de 1973) és un presentador mallorquí.
La seva afició per la ràdio va començar a molt primerenca edat: amb 14 anys va realitzar un curs de ràdio i amb tot just 18 va començar a treballar en aquest mitjà, i A cara descubierta (Ràdio Mallorca) va ser el seu primer programa.
Es va traslladar a Madrid en 1993, on va decidir continuar en les ones, concretament, en la Cadena SER. Va començar a compaginar ràdio i televisió a partir de 1997, quan es va convertir en l'home del temps de Madrid Directo de Telemadrid. Des de llavors, se li ha pogut veure com a presentador i col·laborador en diversos programes, entre els quals es troben Buenos Días (Telecinco), Por la escuadra (Antena 3), Mundo Mundial (Vía Digital), Alcalá Club (Telemadrid), Caiga quien caiga (Telecinco i La Sexta), La Nube (TVE) i Más vale tarde (La Sexta). El 1996 va presentar i dirigir els programes Gran Vía i Hoy por hoy Madrid, tots dos per a la Cadena SER.
Entre 2007 i 2012 va conduir i va dirigir el programa Asuntos propios a Radio Nacional de España, de dilluns a divendres, entre les 16 i les 19 hores de la tarda.
En 2012, i després de la seva etapa en RNE torna a la ràdio com a productor del programa YU no te pierdas nada, a Los 40 Principales, i presentat per Dani Mateo. El 2013 produeix a més el programa musical Un lugar llamado mundo, presentat per Javier Limón i emès per Canal + (televisió) i Europa FM (ràdio).
En 2006 va publicar juntament amb el seu company i amic Tom Kallene "El Sueco", un llibre titulat Onderou, que emula el clàssic On the Road (Al camí) de l'escriptor estatunidenc Jack Kerouac, editat en 1957. En 2009 juntament amb Xosé Castro va publicar el llibre Inculteces. Barbaridades que dice la gente, editat per Editorial Planeta i basat en una de les seccions del programa Asuntos propios.
Està casat amb la periodista Celia Montalbán, amb qui dos fills.

## Treballs
Televisió
- GAMERS (MTV) (2015) - Productor
- Ultra Mega Cool (MTV) (2015) - Productor
- YUtubers (Comedy central) (2015)- Productor
- Retransmisión de la 86ª ceremonia de los Premios Óscar en La Noche de los Oscar (Canal +) (2014) - Presentador i comentarista
- Un lugar llamado mundo (Canal +) (2013) - Productor
- Retransmissió de la 85a cerimònia dels Premis Oscar a La Noche de los Oscar (Canal +) (2013) - Presentador i comentarista[10]
- Más vale tarde (laSexta) (2012) - Col·laborador
- Salvados (laSexta) (2012) - Aparició
- La Nube (TVE 2) (2012) - Presentador
- Retransmissió de la XXVI edició dels Premis Goya (TVE) (2012) - Comentarista
- Retransmissió de la XXV edició dels Premis Goya (TVE) (2011) - Comentarista
- Rock in Rio Madrid en 2010 - Presentador i comentarista per a RTVE
- Eurovisión 2009: El retorno (2009) - Jurat
- Caiga quien caiga (laSexta) (2008) - Co-Presentador
- Soy el que más sabe de televisión del mundo (Cuatro) (2006) - Aparició
- Caiga quien caiga (Telecinco) (2005-2007) - Reporter
- Alcalá Club (Telemadrid) (2004) - Presentador
- Mundo Mundial (2001) - Presentador
- A Rebufo (2000) - Presentador
- Madrid Directo (Telemadrid) (1997) - Home del temps
- Buenos días (Telecinco) (1997) - Co-Presentador
- Por la Escuadra - Col·laborador

Ràdio
- Hoy por hoy (setembre 2017-actualitat) - Cadena Ser
- Arriba España (2016) -M80 Radio (productor)
- Un lugar llamado mundo (2013) - Europa FM (como a productor)
- YU no te pierdas nada (2012-actualitat) - Los 40 Principales (com a productor)
- Asuntos propios (2007-2012) - RNE
- Hoy por hoy Madrid (2006) - Cadena Ser
- Gran Vía (2006) - Cadena Ser
- Las malas lenguas (2005) - Cadena Ser
- Cosas que dejé en la barra - Cadena Ser
- No por mucho madrugar - Cadena Ser
- Mas vale tarde que nunca - Cadena Ser
- Hablar por hablar (substitució de Gemma Nierga l'estiu) - Cadena Ser
- La gran evasión (1996) - Cadena Ser
- La media vuelta - Cadena Ser
- M80 - Cadena Ser
- Los 40 - Cadena Ser

Podcast
- V, las cloacas del estado (2016) - Podium Podcast (Productor)